# Stazione di Compiègne
La stazione di Compiègne (in francese Gare de Compiègne) è la principale stazione ferroviaria di Compiègne, Francia.